# Ensis siliqua
Couteau commun, Couteau-silique
Espèce
Synonymes
- Solen ligulus W. Turton, 1822[1]
- Solen novaculus Montagu, 1803[1]
- Solen siliqua Linnaeus, 1758[1]
- Solen siliquosa Locard, 1886[1]

Ensis siliqua, communément appelé Couteau commun ou Couteau-silique, est une espèce de mollusques bivalves de la famille des Pharidae. Il est ramassé et commercialisé  à petite échelle.